# Тернопільський комерційний інститут
Тернопільський комерційний інститут — вищий навчальний заклад економічного профілю.

## Історія
Інститут заснований у 1991 році як Тернопільський вищий економічний коледж «Відродження» з ініціативи групи фахівців-економістів, згодом перейменований у Тернопільський комерційний інститут.

## Навчальний процес
Навчання в інституті проводиться за напрямом «Економіка і підприємництво» спеціальності: (економіка підприємства, комерційна діяльність).
Навчальний процес забезпечують доктори і кандидати наук, провідні фахівці в галузі економіки, які працюють на шести кафедрах:
- гуманітарних дисциплін,
- фундаментальних дисциплін,
- загальноекономічних дисциплін,
- економіки і управління виробництвом,
- комерційної діяльності.

У 2005 р. обласною організацією профспілки працівників освіти і Асоціацією профспілкових організацій студентів Тернопільщини Тернопільський комерційний інститут визнано переможцем номінації «Храм науки» серед приватних вищих навчальних закладів III — IV рівня акредитації.
Інститут видає дипломи про вищу освіту державного зразка.
Тернопільський комерційний інститут має налагоджені наукові зв'язки з вищими навчальними закладами Польщі.

## Педагогічний колектив

### Ректори
- Б. І. Коротяєв, доктор педагогічних наук, професор — 1991—1993,
- І. М. Шост, кандидат економічних наук, доцент — 1993—1995,
- В. М. Андросюк, кандидат педагогічних наук — 1995—1998,
- В. Ф. Мартинюк, кандидат економічних наук, доцент — з 1998.

## Інфраструктура
До послуг студентів власний навчальний комплекс, який включає сучасно обладнані аудиторії, комп'ютерні лабораторії, читальний і актовий зали, бібліотеку, студентське кафе тощо.
В інституті діють культурно-мистецькі колективи (танцювальний, хоровий, театральний), інтелектуальні групи (дискусійний клуб «Діалог», команда «Що? Де? Коли?», спортивні команди (футбольна, шахова, баскетбольна та атлетична), інформаційна група (випускає газету «Комерсант»). Студенти Тернопільського комерційного інституту неодноразова ставали призерами фестивалів у Києві — «Весняна хвиля» та «Барви осені», конкурсів «Шляхи відродження України» «Екологічні проблеми регіону».

## Відомі випускники
- Ольга Собко — кандидат економічних наук, доцент Тернопільського економічного університету,
- Сергій Надал — міський голова Тернополя,
- М. Й. Пирцус — генеральний директор Трускавецького санаторію «Карпатські зорі»,
- О. П. Маслюк — прокурор відділу Тернопільської обласної прокуратури,
- Д. П. Дудаш — начальник служби воєнізованої охорони Львівської залізниці,
- С. І. Ненчин — начальник Тернопільського загону воєнізованої охорони Львівської залізниці,
- О. В. Вознюк — начальник станції Тернопіль.